# Тагиров, Фахразей Ахмадеевич
Фахразей Ахмадеевич Тагиров (23 мая 1928 — 2019) — электрик, мастер Бекетовского участка линий электропередач РЭС «Башкирэнерго»  РБ, Герой Социалистического Труда (1971).

## Биография
Фахразей Ахмадеевич Тагиров родился 23 мая 1928 г. в д. Зилим-Караново Гафурийского района БАССР.
Образование - среднее.
Трудовую деятельность начал в 1948 г. электромонтером в управлении электросетей Башкирского районного энергетического управления (Башкирэнерго) после окончания Уфимского ремесленного училища энергетиков № 9. Овладел специальностью электромонтера по эксплуатации линий электропередач высокого напряжения. В 1953 г. назначен мастером участка, в 1955-1964 гг. - мастер, специалист службы линии электропередач Черниковских линий высоковольтных электросетей «Башкирэнерго».
В 1960-1961 гг., в период освоения Арланского нефтяного месторождения, под его руководством в короткие сроки полностью заменена дефектная изоляция на линии электропередач Боткинская ГЭС - Арлан, единственной в то время с напряжением 110 киловольт. В 1964-1966 гг. Ф. А. Тагиров занимался электрификацией объектов сельского хозяйства республики.
В 1966 г. назначен старшим мастером Бекетовского участка линий электропередач РЭС «Башкирэнерго», в 1968 г. участвовал в строительстве ЛЭП в Тюменской области. На его счету более 30 рационализаторских предложений с экономическим эффектом 16 тысяч рублей.
За особые заслуги в выполнении заданий пятилетнего плана по развитию энергетики страны Указом Президиума Верховного Совета СССР от 20 апреля 1971 г. Ф. А. Тагирову присвоено звание Героя Социалистического Труда.
С 1974 г. работал старшим мастером, электрослесарем в центральных электросетях производственного объединения «Башкирэнерго».
В 1993 г. Ф. А. Тагиров вышел на заслуженный отдых.
Заслуженный энергетик Башкирской АССР (1975).

## Награды
- Герой Социалистического Труда (1971)
- Награждён орденами Ленина (1971), Трудового Красного Знамени (1966), медалями.